# Wittendörp
Wittendörp es un municipio situado en el distrito de Ludwigslust-Parchim, en el estado federado de Mecklemburgo-Pomerania Occidental (Alemania), a una altitud de 34 metros. Su población a finales de 2016 era de 2913 habs. y su densidad poblacional, 28 hab/km².
Se encuentra ubicado al sur del distrito de Mecklemburgo Noroccidental y al este del estado de Schleswig-Holstein.